# Kamsmolen
De Kamsmolen is een stenen bergmolen uit 1786 gelegen in Heikruis (Pepingen). De site maakt deel uit van het beschermd landschap van Bogaarden, Bellingen en Pepingen.

## Historiek
De Kamsmolen werd door Jan-Baptist Paridaens gebouwd gelijktijdig met het Hof ter Meulen. De molen was van oorsprong een korenmolen. De naam van de molen is afkomstig van de naam van de echtgenote van de bouwheer: Maria Philippa Decamps die afkomstig was uit Heikruis.
In 1852 werd er door hun zoon Charles-Louis een olieslagerij bij opgericht. In 1890 werd de molen vier meter hoger opgemetseld, wat voor een knik in de romp zorgde. In totaal was de molen toen 17 meter hoog. In 1943 werden de wieken afgebroken en werd de kap door de wind afgerukt. De molen werd omgevormd tot een mechanische molen met armgasmotor. Nadien werd er overgeschakeld op elektriciteit. In 1960 werd de romp van de molen gesloopt tot 7 meter hoogte. Tot 1993 bleef de mechanische molen actief in het onderste gedeelte.

## Trivia

### De Stevenisten in het Pajottenland
De familie Paridaens stond na het Concordaat van 1802 gekend als Stevenistisch. Ze waren verbonden met de kerk van Winnepennickx uit het naburige Leerbeek.

### Hof ter Meulen
Het bijhorende molenaarshuis, gekend als Kamshof, Hof ter Meulen of ook Hof Tasseniers, werd in 2009 erkend als bouwkundig erfgoed. De woning werd in 1972 verbouwd door schilder Frans Minnaert die er tot 2011 werkzaam was.